# Dwunożność

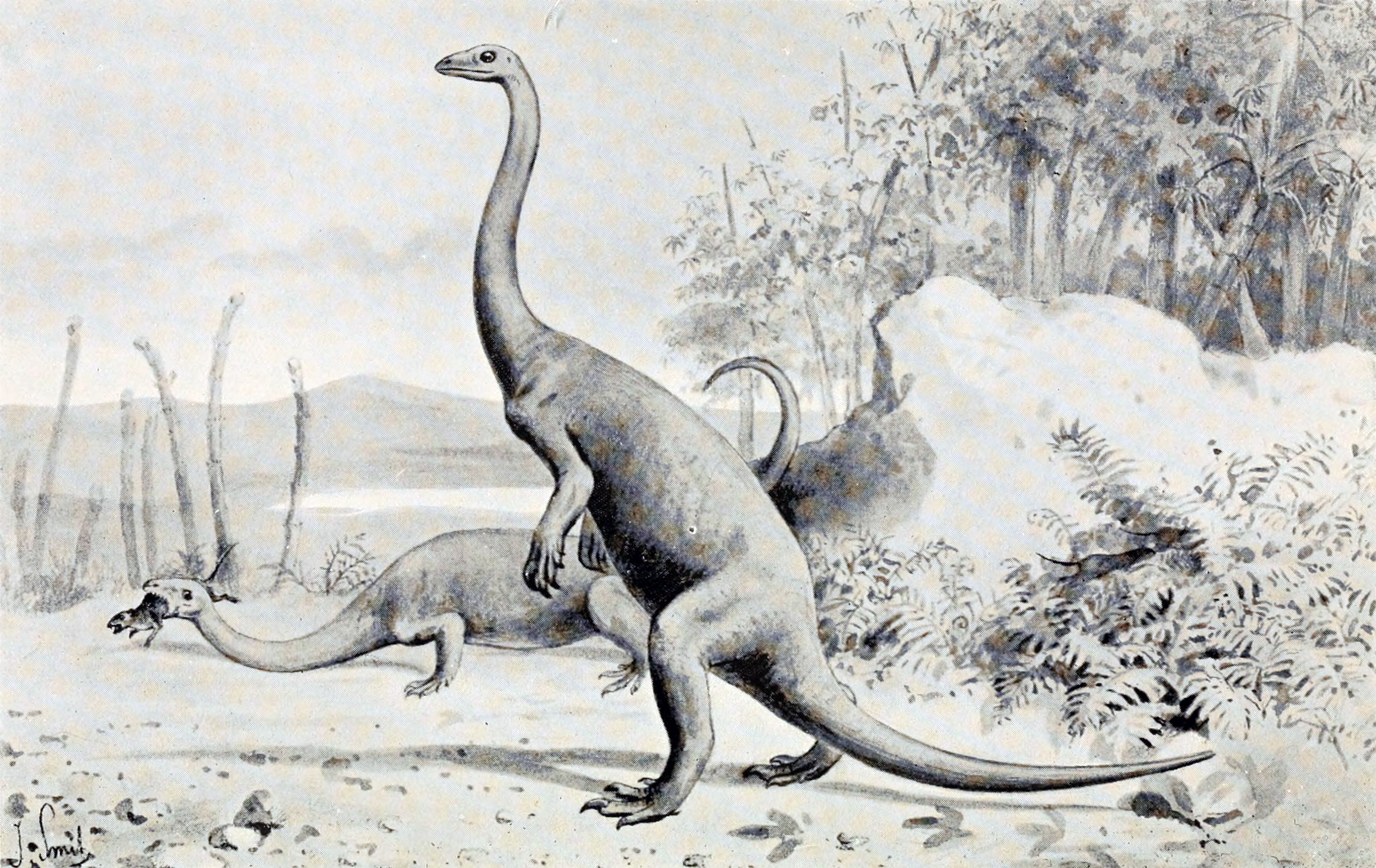
Anchisaurus

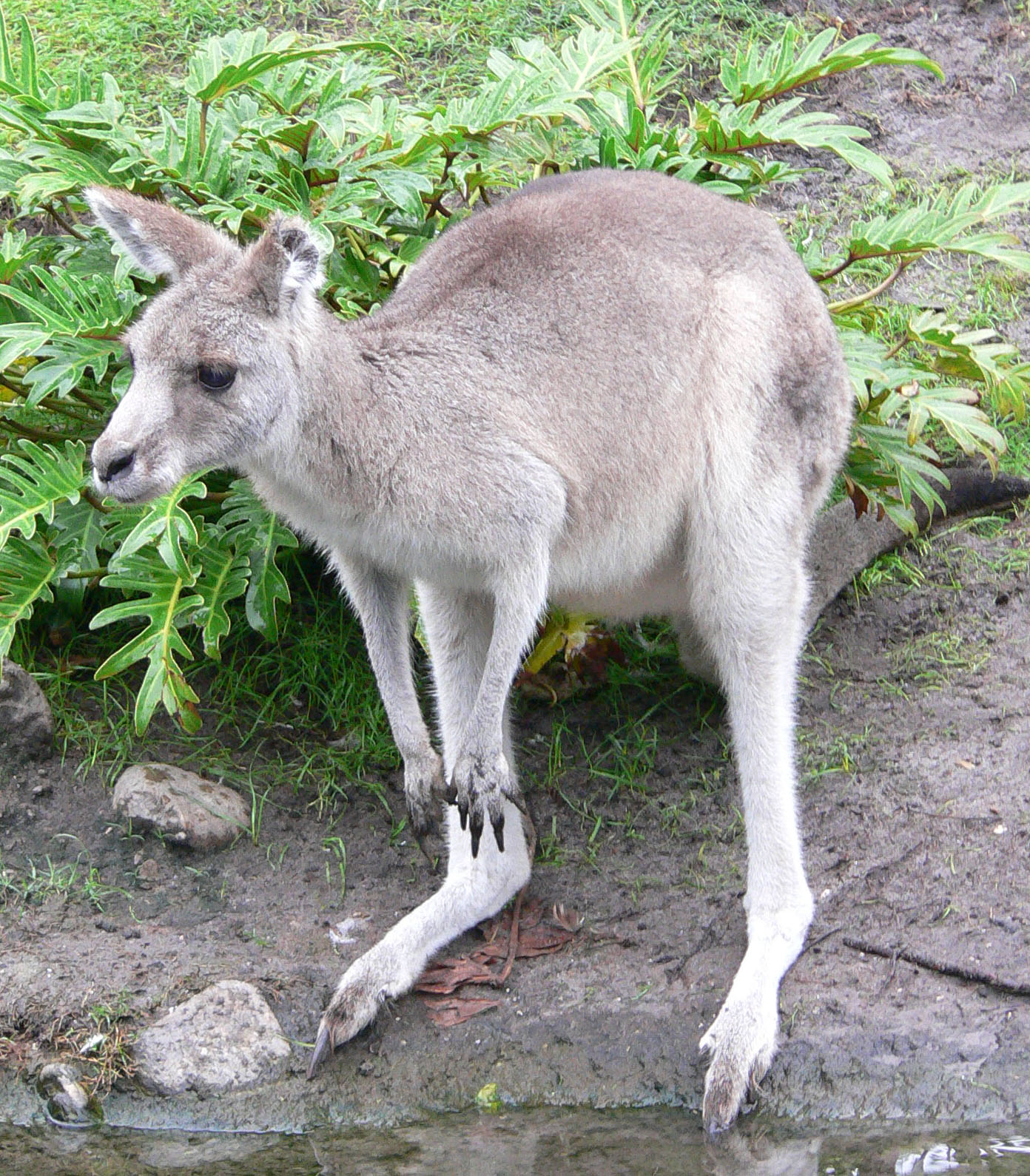
Kangur

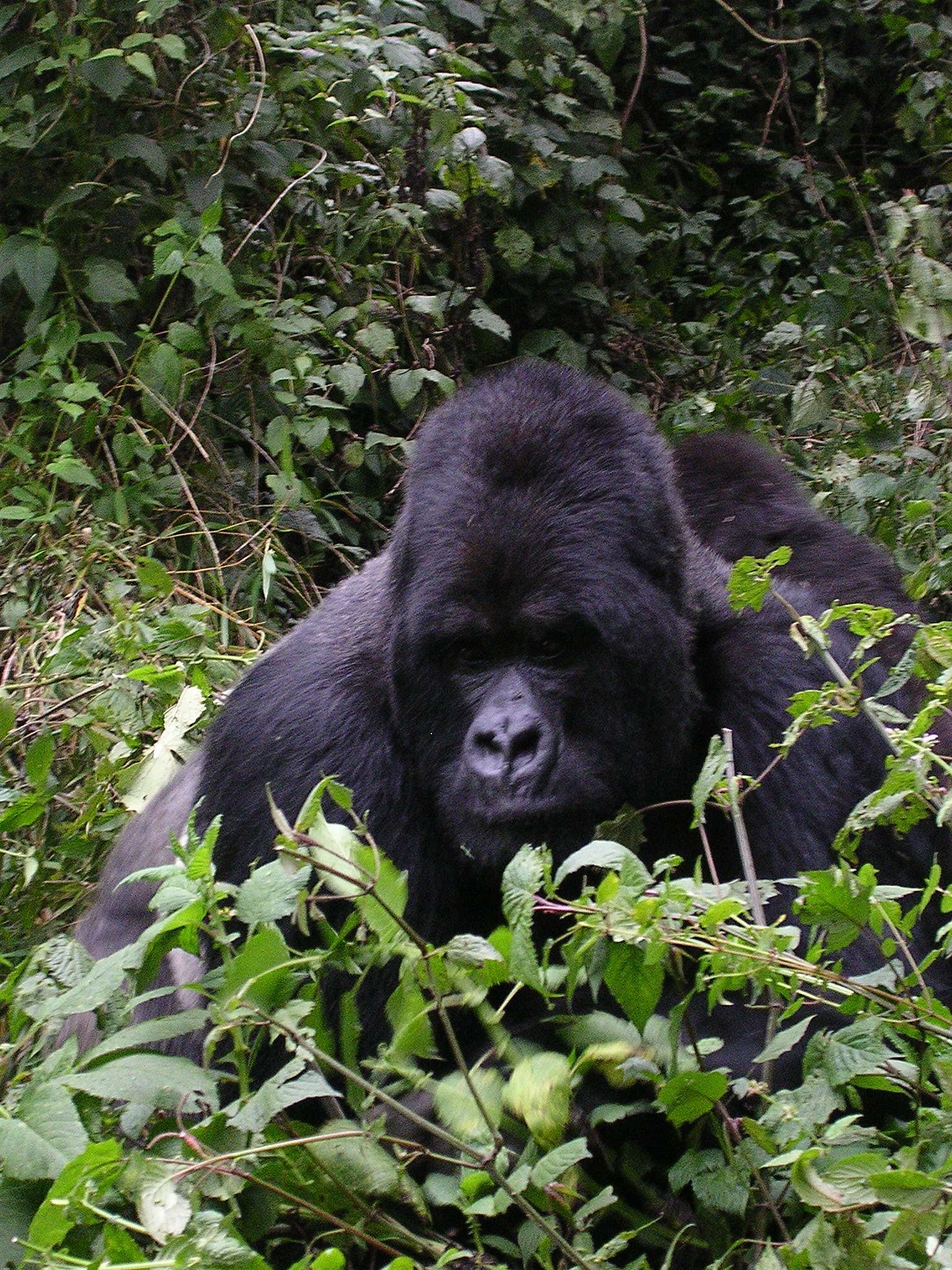
Goryl podpiera się
przednimi kończynami

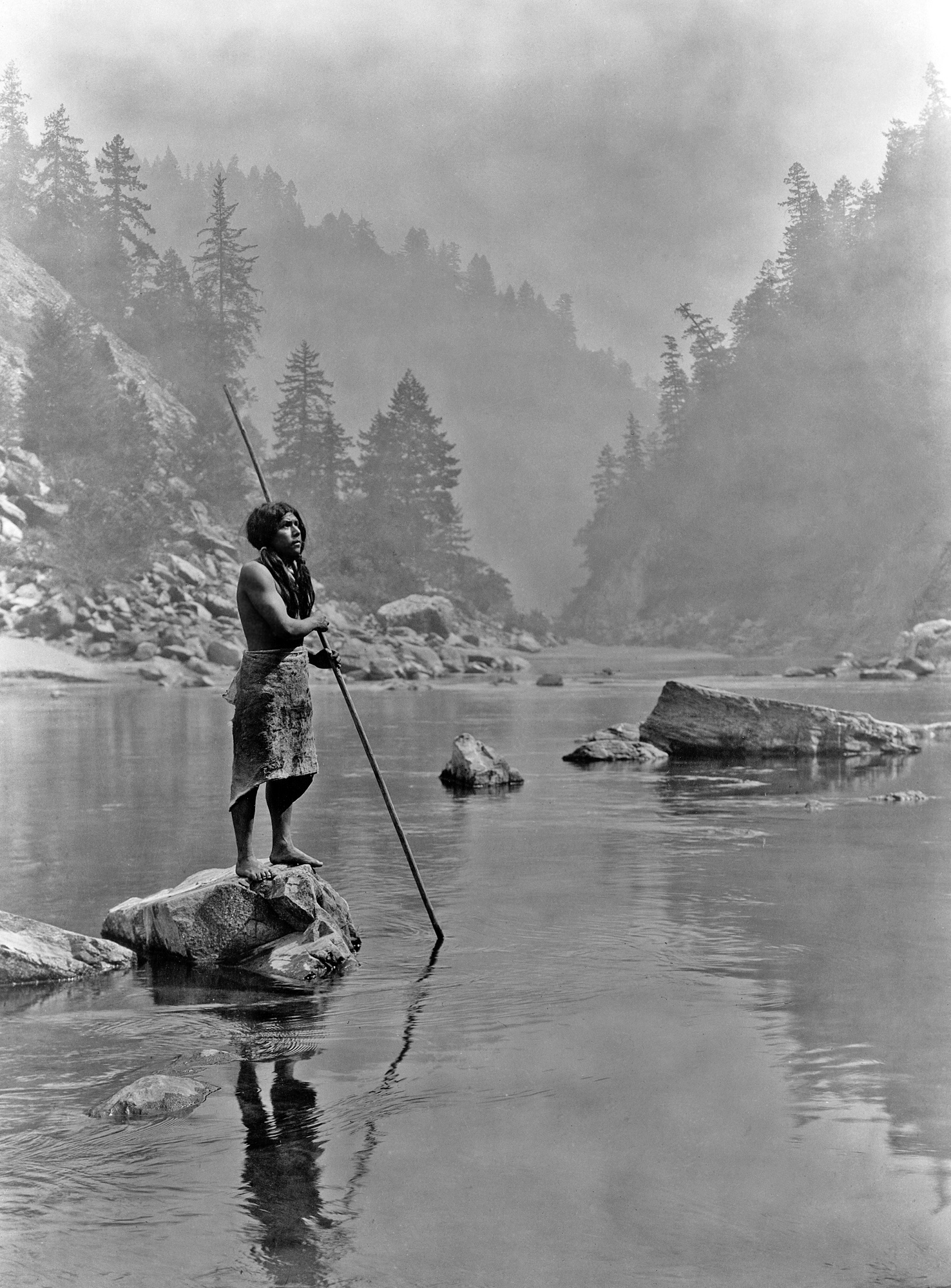

Dwunożność (ang. bipedalism od łac. bi – dwu i pedis – stopy) – sposób poruszania się na tylnych kończynach, zwykle w odniesieniu do zwierząt, głównie człowieka i kopalnych hominidów, również w odniesieniu do niektórych maszyn (robotów). Za formy dwunożności przyjmuje się chodzenie, bieganie, skakanie oraz przyjęcie wyprostowanej postawy stojącej.

## Zwierzęta
Najstarszym znanym nauce zwierzęciem dwunożnym jest żyjący we wczesnym permie gad Eudibamus. Ewolucja budowy panewki stawu biodrowego (acetabulum) u gadów doprowadziła do powstania dużej ilości zwierząt poruszających się dwunożnie przez większość czasu (jak np. Euparkeria). Dwunożność występowała już u większości – zwłaszcza mniejszych – dinozauromorfów, zaś pochodna grupa zaawansowanych dinozauromorfów – dinozaury z grupy teropodów – obejmowała formy wyłącznie dwunożne. Ptaki, będące wyspecjalizowaną grupą teropodów, również wykorzystują tę technikę poruszania się po ziemi, przy czym te żyjące na otwartych przestrzeniach zwykle biegają, zaś prowadzące nadrzewny tryb życia – skaczą. Szczególnym przypadkiem są pingwiny, które dodatkowo przyjmują wyprostowaną, pionową pozycję ciała. Niektóre jaszczurki poruszają się na dwóch nogach w czasie szybkiego biegu. Waranowate unoszą ciało na tylnych kończynach podpierając się silnym ogonem. Ssaki zdecydowanie częściej poruszają się przy pomocy czterech kończyn. Największą grupę ssaków poruszających się na tylnych kończynach, przy jednoczesnym przyjmowaniu pozycji poziomej, stanowią kangurowate. Kilka gatunków (niektóre gryzonie, niedźwiedzie) przyjmuje dwunożną pozycję stojącą w czasie spożywania pokarmu lub na czas walki, a niektóre skaczą podobnie jak kangury. Zwłaszcza wśród naczelnych często obserwowana jest chwilowa dwunożność, na czas wykonania niektórych czynności, po czym zwierzę wraca do podpierania się przednimi kończynami.

## Hominidy
Wszystkie formy dwunożności – tzn. chód, bieg i skoki – przy jednoczesnym ciągłym zachowywaniu pionowej postawy ciała są charakterystyczne jedynie dla człowieka i jego wymarłych form kopalnych. Pomimo istnienia wielu hipotez nie jest wiadome, co przyczyniło się do wykształcenia dwunożności u hominidów.
Uważa się, że dwunożność u hominidów pojawiła się w okresie cofania obszarów leśnych w późnym miocenie/pliocenie (10–2,5 mln lat temu). Tradycyjnie przyjmowano, że osiągnięcie dwunożności było efektem przejścia z nadrzewnego do naziemnego trybu życia oraz przejścia z terenów zalesionych do terenów trawiastych (tzw. hipoteza sawanny).
Inna hipoteza zakłada dwunożność jako adaptację do bardziej suchych i otwartych habitatów (także zadrzewionych z trawiastym podszyciem), w których hominidy ograniczały czas spędzany na drzewach, zwłaszcza wraz z cofaniem się lasów.
Jeszcze inna teoria wskazuje na rozwijanie się dwunożności właśnie w środowisku nadrzewnym, a następnie wykorzystanie wyewoluowanej zdolności do poruszania się na ziemi.
Istnieje również hipoteza sugerująca, że dwunożność wczesnych hominidów wykształciła się w efekcie częstego przebywania w płytkich wodach przybrzeżnych.